# Rubenshuis

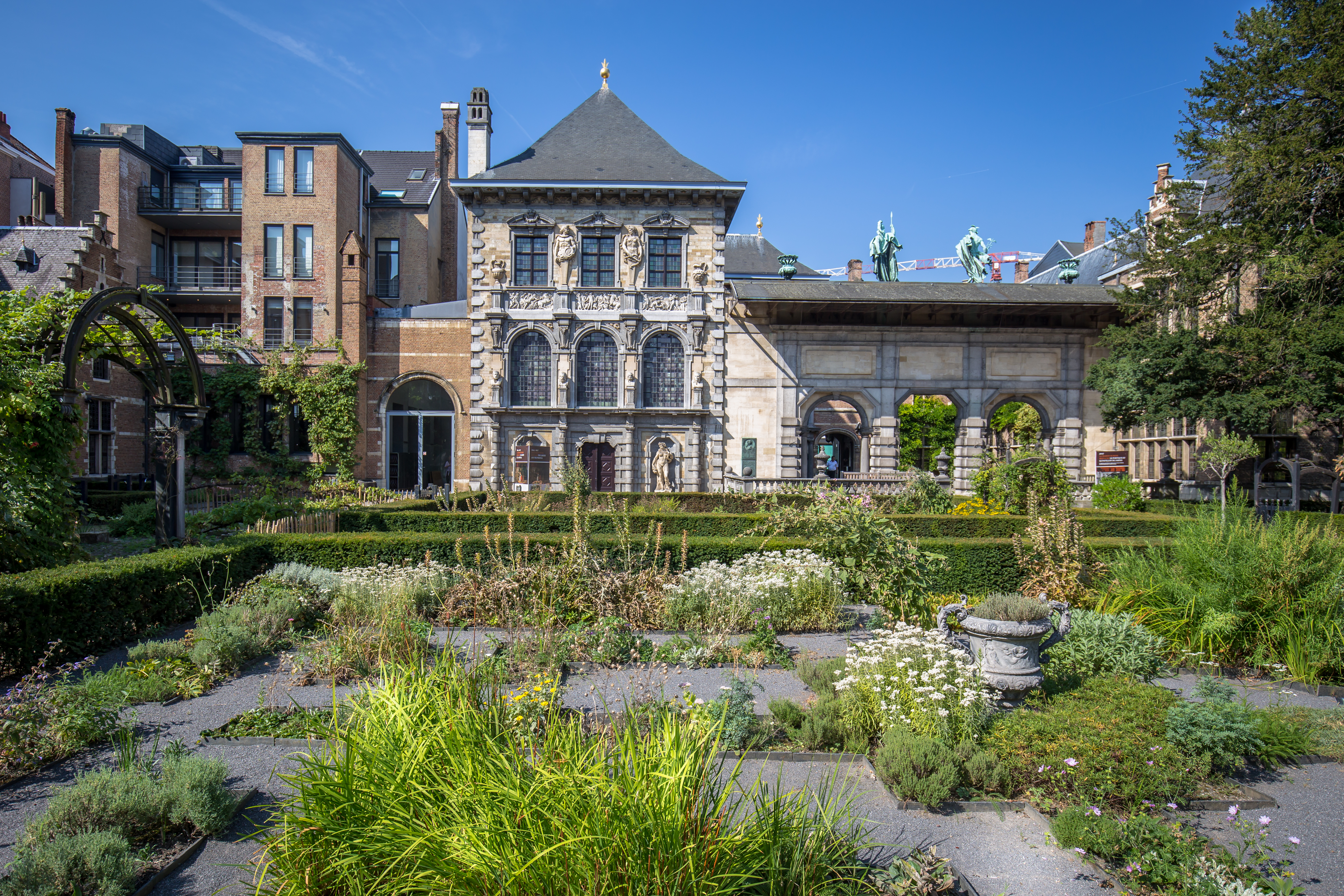
De tuin van het Rubenshuis

Het Rubenshuis is de voormalige stadsresidentie van Peter Paul Rubens aan de Wapper 9-11 te Antwerpen die sinds 1946 ingericht is als stedelijk museum. Vanaf 2024 start een bezoek vanaf Hopland 13, via een gloednieuw gebouw van Robbrecht en Daem architecten.

## De stadsresidentie tijdens Rubens' leven

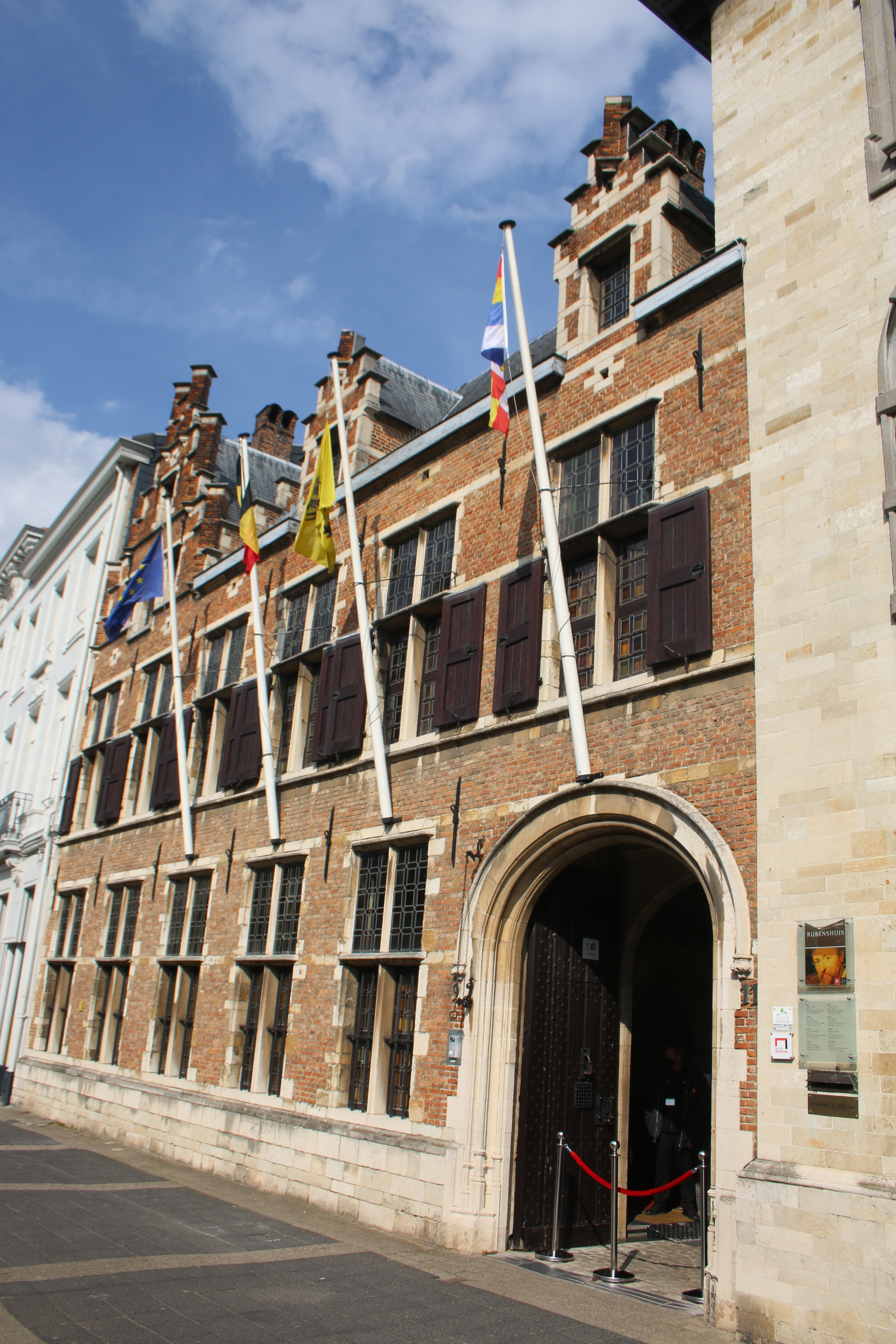
Voorgevel van het Rubenshuis

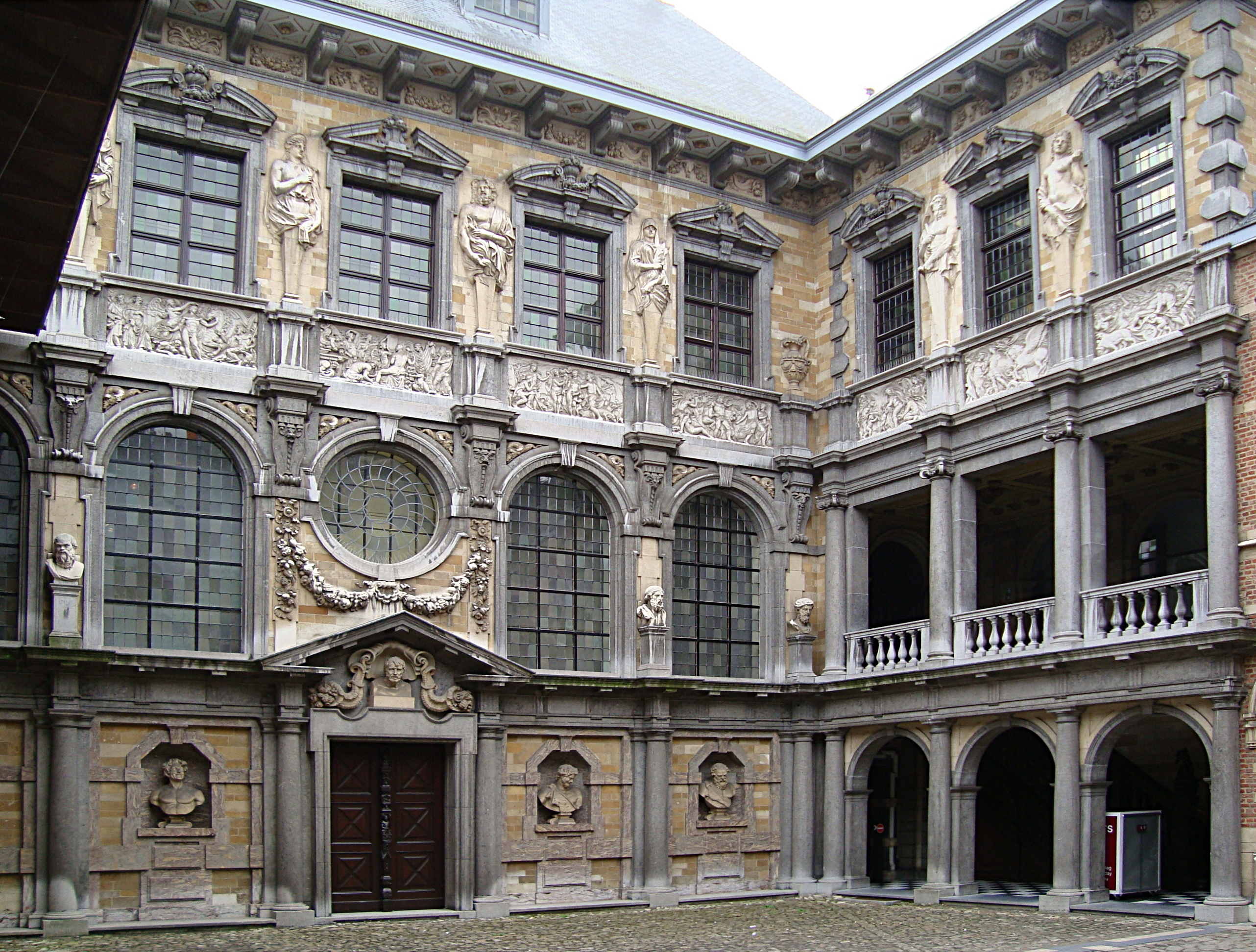
Binnenplaats van het Rubenshuis

In 1610, na zijn huwelijk met Isabella Brant, liet Peter Paul Rubens (1577-1640) een woning verbouwen in de toenmalige Vaartstraat, nu de Wapper, aan de Herentalse Vaart. Rubens had zelf de plannen voor zijn paleis gemaakt, geïnspireerd op de Italiaanse renaissancepaleizen. Het werd een woning en atelier met een monumentaal portiek op de binnenplaats. Ook de tuin achter het Rubenshuis werd in Vlaams-Italiaanse renaissancestijl aangelegd, architectonisch vormde hij een geheel met de gebouwen en met het tuinpaviljoen in barokstijl. De kweek van bloemen, groenten en fruit gebeurde in perken omgeven met een lage haag.
Naast het woonhuis richtte hij een groot atelier in, waar leerlingen grote panelen en doeken beschilderden, een 25.000-tal in het totaal. Een echte schilderijenfabriek dus, maar de meester stond garant voor de kwaliteit. Dit liet Rubens toe hoge prijzen te vragen aan de vele buitenlandse vorsten die hij als klant had. In zijn privéatelier op de bovenverdieping maakte Rubens zelf tekeningen, portretten en kleinere schilderijen, en voerde hij een uitgebreide correspondentie met het binnen- en buitenland. Er zijn ongeveer 5000 brieven bewaard gebleven in zowel het Nederlands, het Frans, het Latijn als vooral, het Italiaans.

## De stadsresidentie na Rubens' overlijden

### Tot 1937
Rubens bracht het grootste deel van zijn leven door in zijn paleis. Na zijn dood bleef Rubens' vrouw Helena Fourment nog een tijd in het huis wonen. In die periode verhuurde ze het huis aan William en Margaret Cavendish, die vanwege de burgeroorlog Engeland verlaten hadden. Na het vertrek van de Cavendish in 1660 werd de woning door Rubens' erfgenamen verkocht en opgedeeld. Zie ook de gravures van Jacob Harrewijn die hij maakte in opdracht van de toenmalige eigenaar, kanunnik Hendrik Hillewerve.
Op de Wereldtentoonstelling te Brussel in 1910 werd een volledige reconstructie op ware grootte van het oorspronkelijk Rubenshuis getoond, gebouwd onder leiding van architect Henri Blomme. Dit model was weliswaar een zeer romantische interpretatie van wat het huis ooit geweest moet zijn, met een overdaad aan ornamenten. Deze reconstructie was een publiek succes op de Wereldtentoonstelling en een stimulans om na te denken over de bewaring en herbestemming van het pand. Bij zijn dood in 1921 liet architect Henri Blomme een belangrijk legaat achter aan de stad Antwerpen om het huis te kunnen opkopen, wat uiteindelijk pas in 1937 gebeurde.

### Vanaf 1937 het Rubenshuis
In 1937 verwierf de stad Antwerpen het stadspaleis. Na restauratie kon het Rubenshuis in 1946 voor het publiek worden opengesteld als museum. Men kan Rubens' stadswoning nu via een aangeduid circuit doorlopen met een handige geschreven en geïllustreerde gids met een beknopte beschrijving en duiding van de tentoongestelde werken. In de gids vindt men teksten uit vertrouwelijke brieven van Rubens terug aan zijn internationale vriendenkring zoals Nicolas-Claude Fabri de Peresc, William Trumbell en sir Dudley Carleton. 

Achter het huis komt men in de tuin. De tuin, die doorgaans verwijst naar de rijkdom van de eigenaars, wordt verzorgd door de groendienst van de provincie Antwerpen. Voor het Rubenshuis bevindt zich de museumshop met diverse uitgaven over Rubens. Het Rubenianum, een documentatiecentrum voor de studie van Rubens en de Vlaamse kunst, kreeg een onderkomen in het Kolveniershof gelegen in de achtertuin van het Rubenshuis.

#### Tentoongestelde werken
Het museum toont een hoogstaande collectie met werken van Rubens, zijn leerlingen en zijn tijdgenoten zoals Jacob Harrewijn, Alexander Adriaenssen, Frans Snijders, Willem van Haecht, Jacob Jordaens, Justus van Egmont, Matthijs van den Bergh, Jan Brueghel de Oude, Adriaen Brouwer, Otto van Veen, Abel Grimmer, Wilhelm Schubert van Ehrenberg, Anthony van Dyck en Adriaen van Utrecht .
In het grootatelier bevindt zich onder meer een van Rubens' vroegste werken: Adam en Eva in het Paradijs uit 1600. Ook hangt er de Annunciatie uit 1628. In de eetkamer hangt zijn bekend zelfportret, geschilderd toen hij ongeveer vijftig was. In het Rubenshuis hangt ook een zelfportret van de jonge Antoon van Dyck (leerling van Rubens) waarvan onderzoek uitwees dat het niet Rubens was die het schilderde. Bekend is het kunstkabinet (een kastje met diverse kleine schilderijtjes) en het schilderij de Kunstkamer van Cornelis van der Geest van Willem van Haecht. In het museum kan men ook de portretten van de beide grootouders van Rubens bewonderen, namelijk Bartholomeus Rubens en Barbara Arents Spierinck. Men kon ze identificeren op basis van de erbij geschilderde wapens.
Verder bevat het museum ook een deel van Rubens' verzameling Romeinse beeldhouwwerken zoals de buste van Seneca, snijstukken uit ivoor van Georg Petel, werken in terracotta van Lucas Faydherbe, zilverwerk van Theodoor I Rogiers en rijk gedecoreerd meubilair.

#### Nieuwe bruiklenen in het Rubenshuis
De Rubenshuisdirectie wist in het voorjaar 2016 privéverzamelaars over te brug te halen om nieuwe bruiklenen permanent tentoon te stellen in het museum. Het gaat om een recent ontdekt zelfportret van Anthony van Dyck, twee portretten van Frans Pourbus de Jongere, een studiekop van Jacob Jordaens en een paneel van Maerten de Vos voorstellend De laster van Apelles. Deze nieuwe bruiklenen vormen een win-win situatie voor beide partijen: het Rubenshuis biedt advies en onderzoek, de privéverzamelaars zien hun 17e-eeuwse topkunstwerken hangen in de ideale entourage nl een 17e-eeuwse stadsresidentie van Rubens zelf. In 2016 werd bekend dat De apostel Mattheüs van Anthony van Dyck en het Zelfportret van Jacob Jordaens aangekocht waren door het Erfgoedfonds van de Koning Boudewijnstichting en in langdurig bruikleen ondergebracht gingen worden bij het Rubenshuis.

### Renovatie en nieuw onthaalgebouw
Vanaf 9 januari 2023 is het Rubenshuis gesloten om vier jaar lang gerestaureerd te worden. De collectie wordt tijdelijk elders ondergebracht. Toegankelijkheid, comfort, klimaatregeling en verlichting zullen aangepast worden. Met de nieuwbouw bij wordt het museum sterk vergroot om de meer dan 150.000 bezoekers per jaar meer ruimte en comfort te kunnen bieden. In 2024 opent het nieuwe onthaalgebouw met belevingscentrum Rubens Experience, onderzoekscentrum en de Rubensbibliotheek aan Hopland 13.  Bij de grondwerken werden de resten ontdekt van een 14de-eeuwse geitenleerlooierij en een 16de-eeuwse protestantse tempel. 

## Galerij

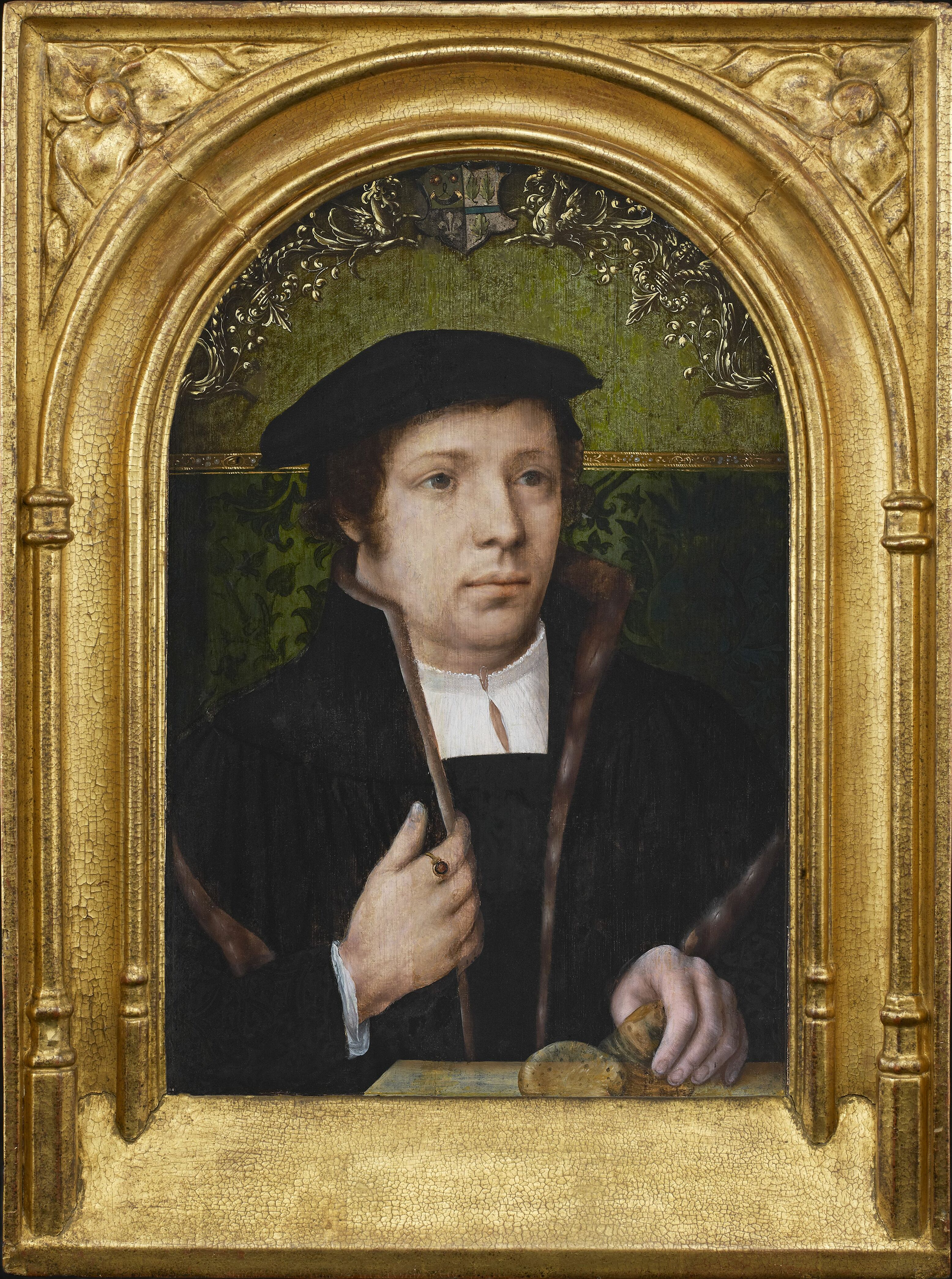
Portret van Bartholomeus Rubens, grootvader van Pieter Paul Rubens met bovenaan wapen
Zelfportret van Peter Paul Rubens rond 1630
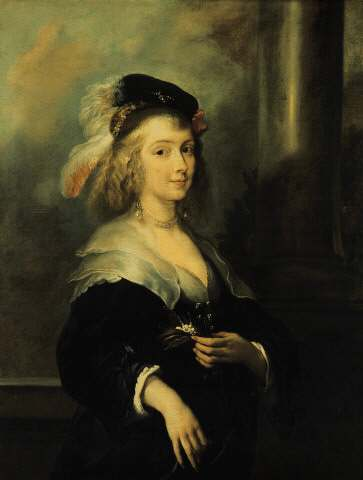
Portret van Helena Fourment?
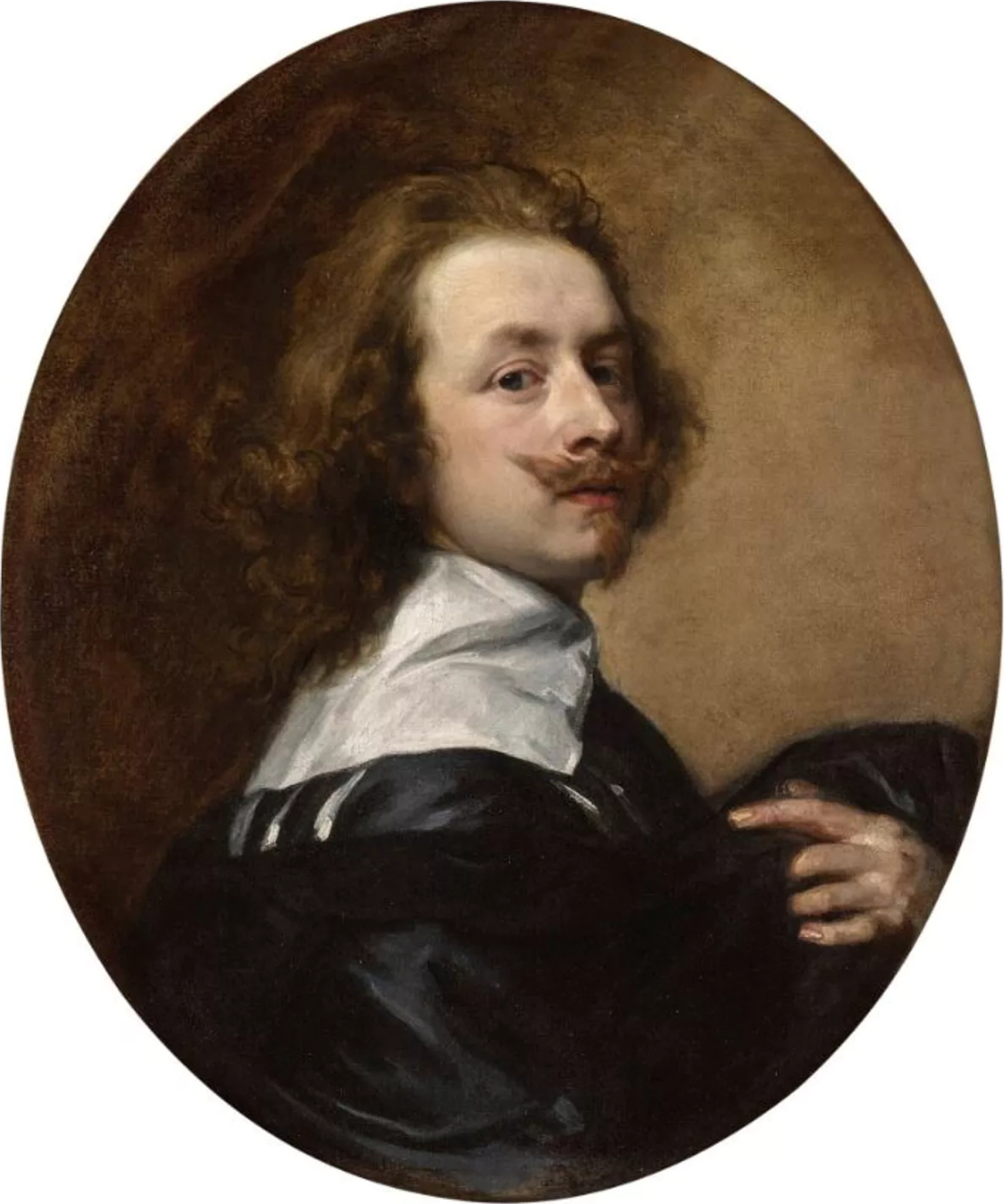
Zelfportret van Antoon van Dyck
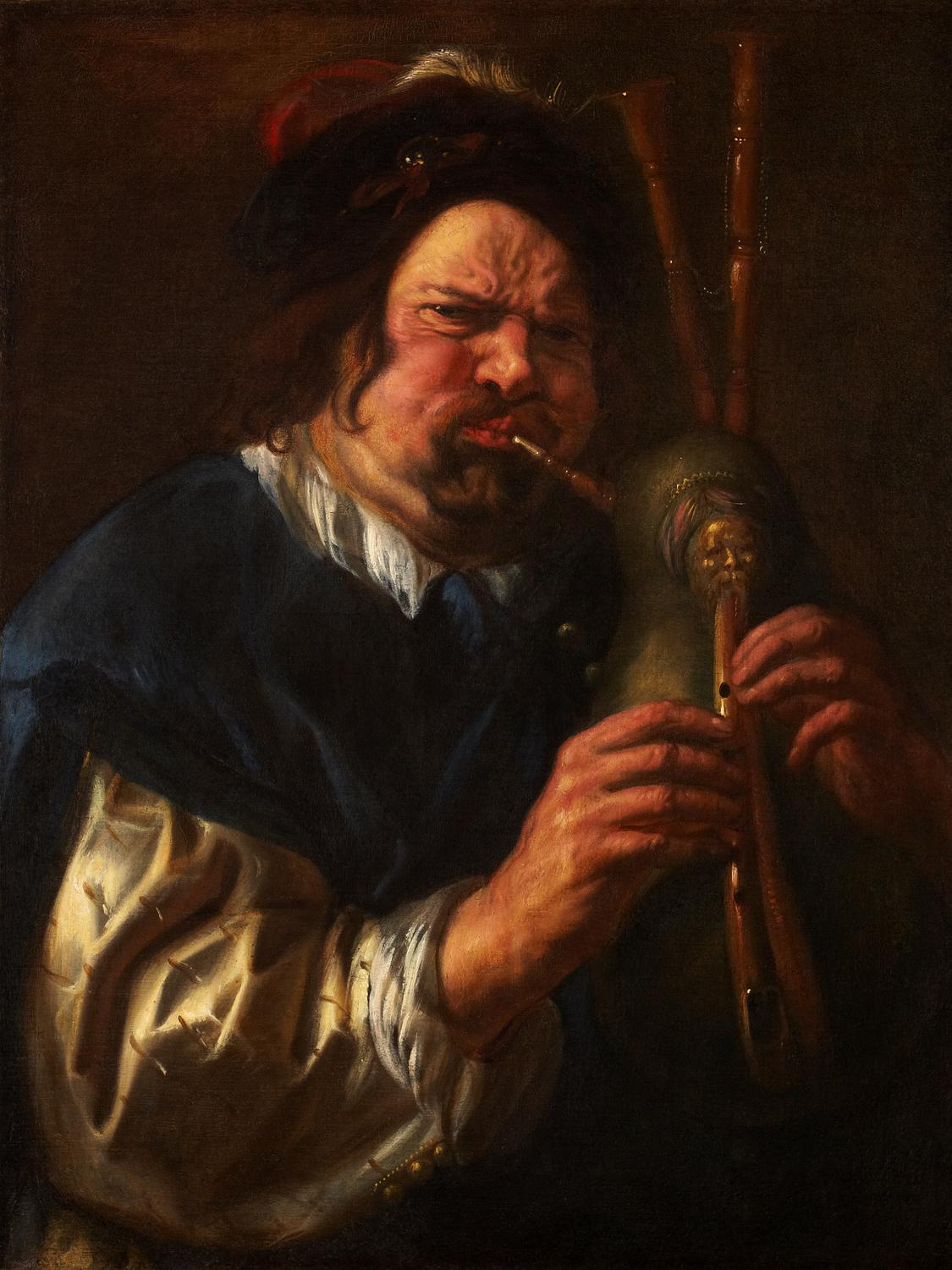
De doedelzakspeler (Zelfportret) van Jacob Jordaens
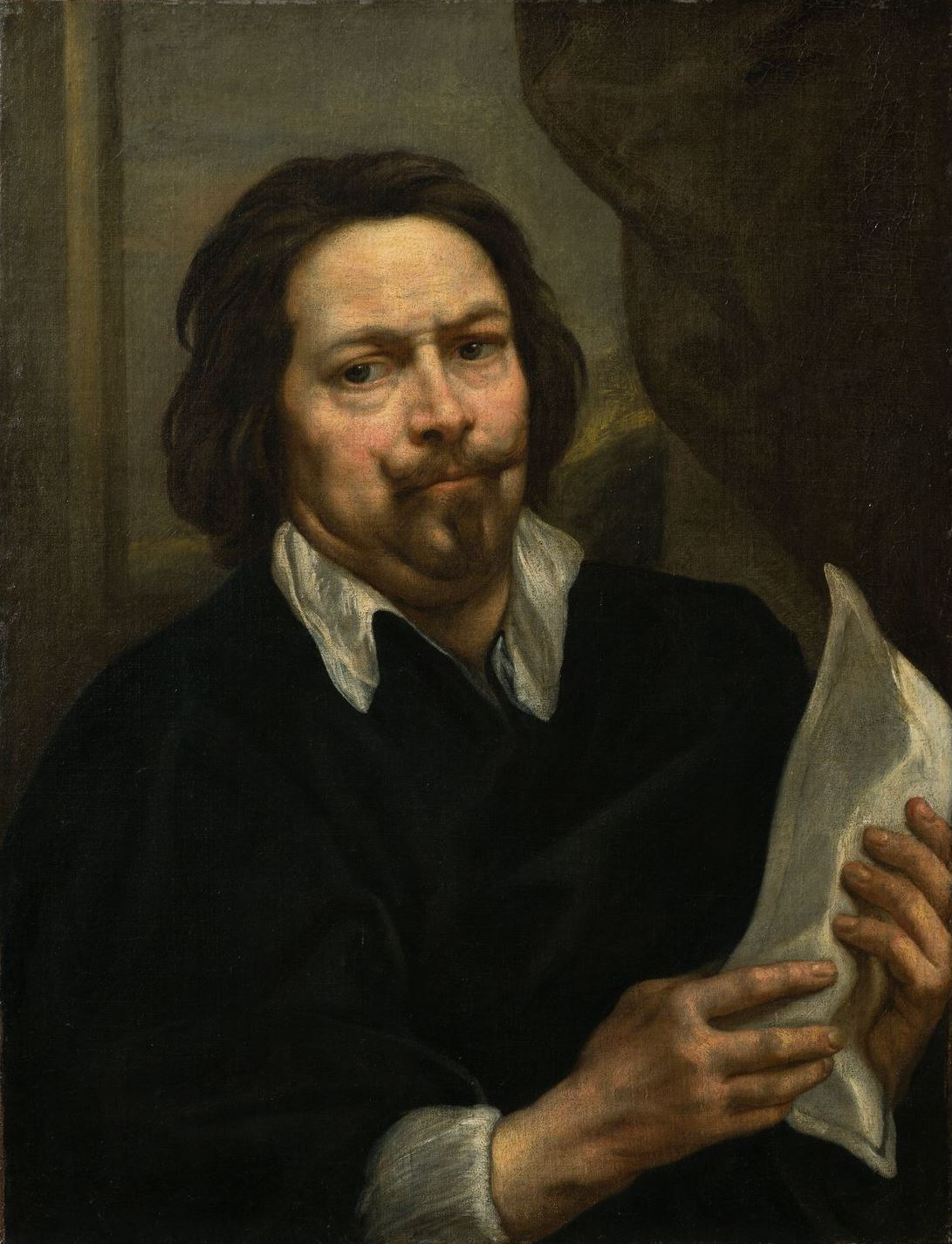
Zelfportret van Jacob Jordaens
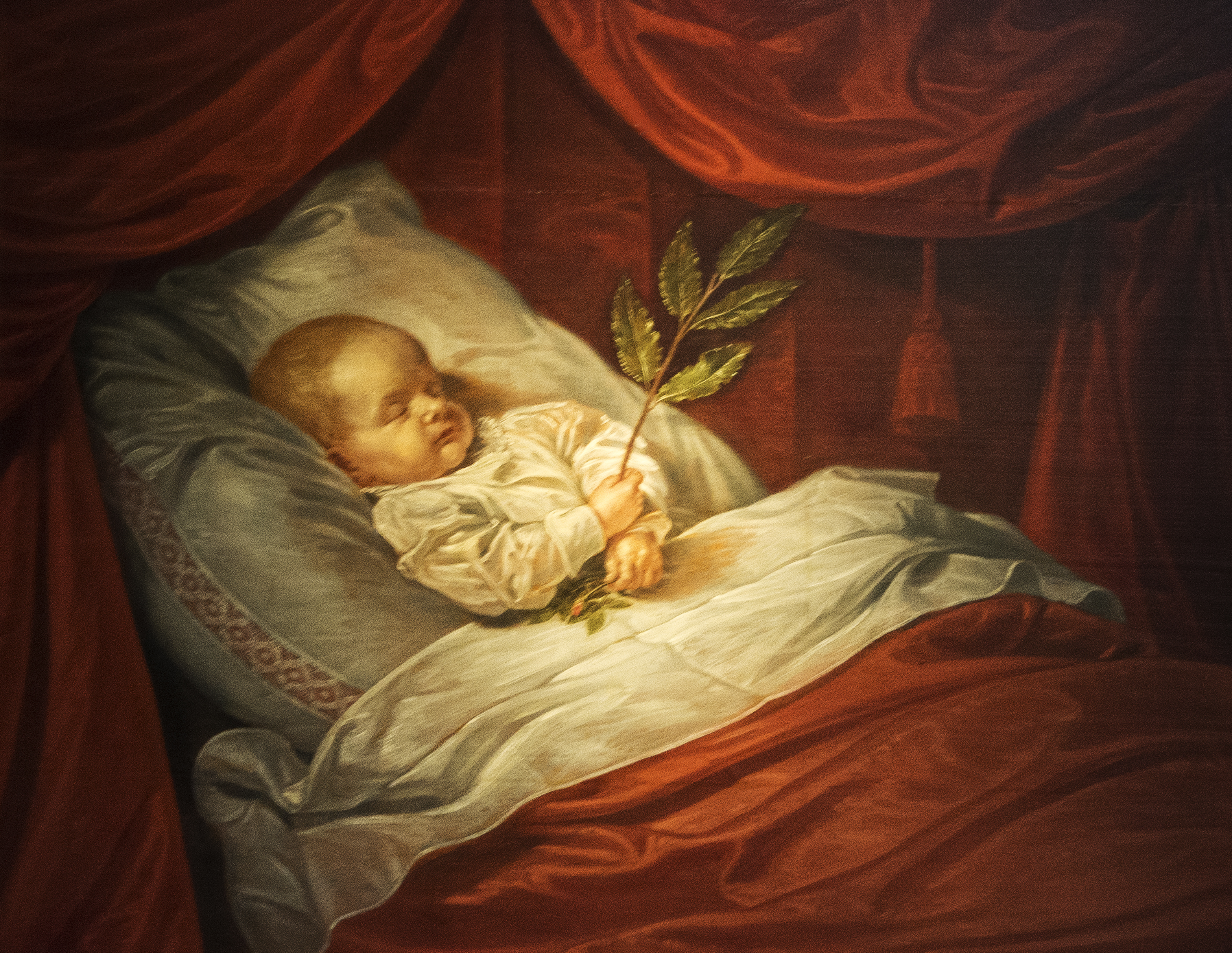
Jongetje op zijn doodsbed van Matthijs van den Bergh
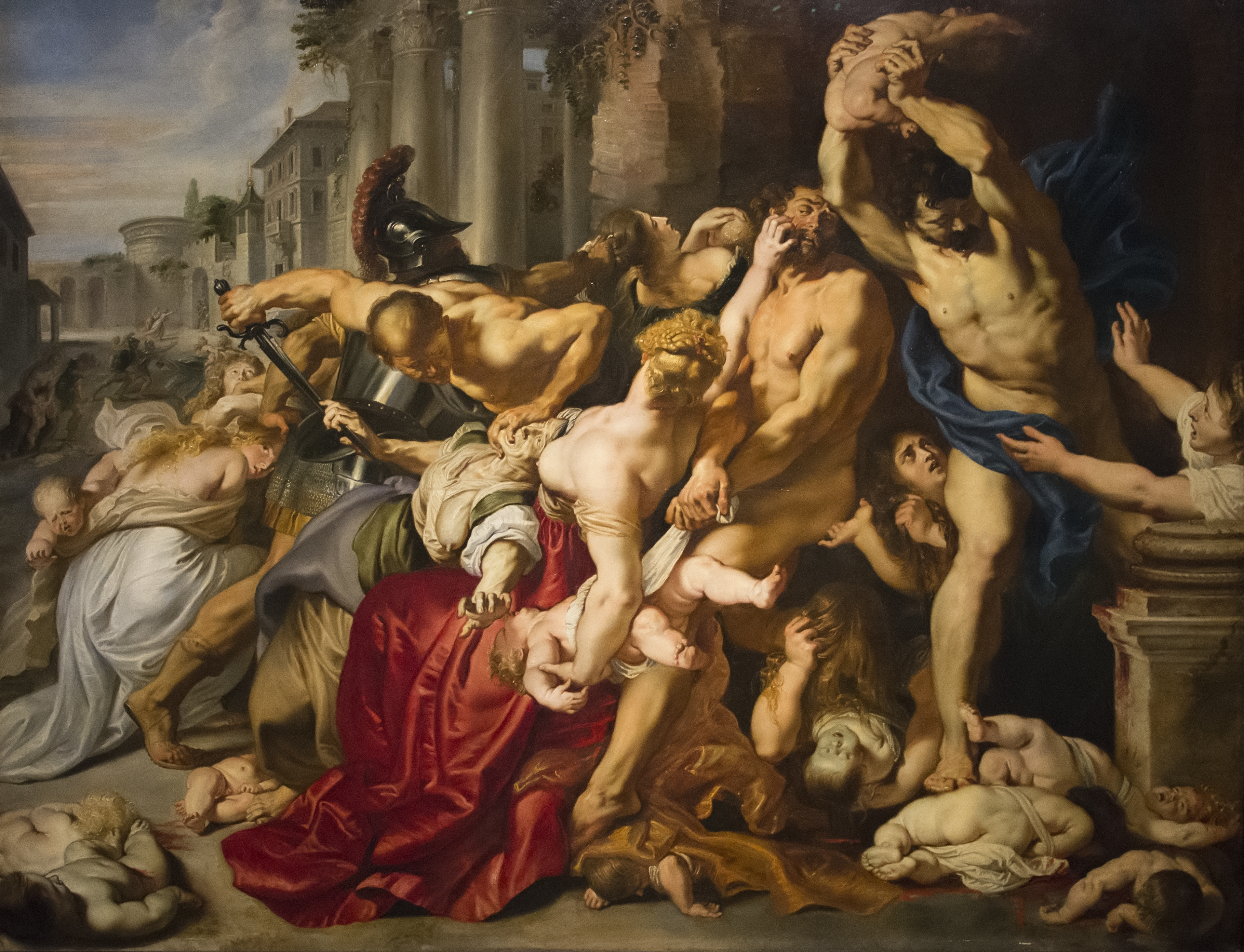
De kindermoord te Bethelehem, in 2018 na 400 jaar weer in België
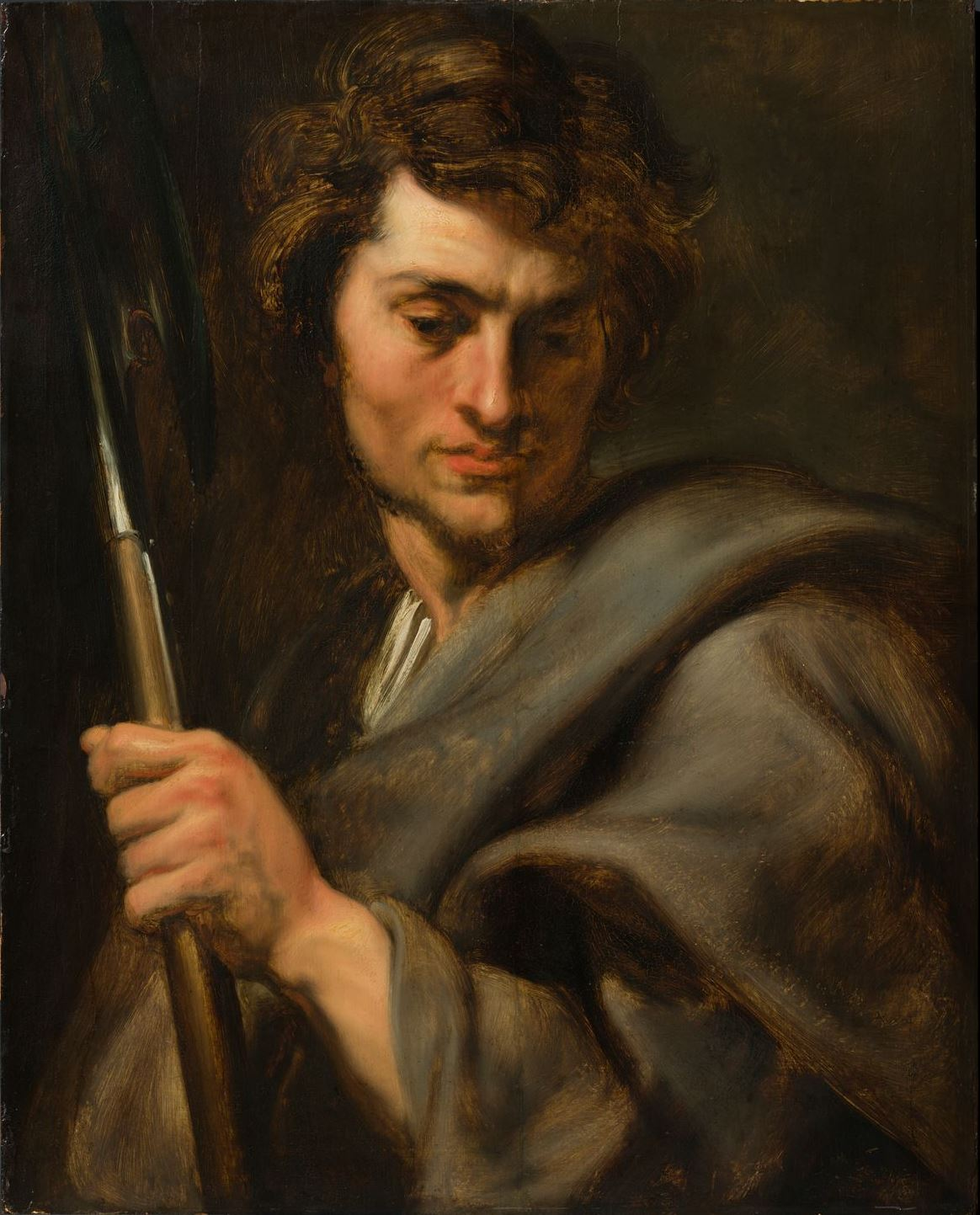
De apostel Mattheüs van Anthony van Dyck
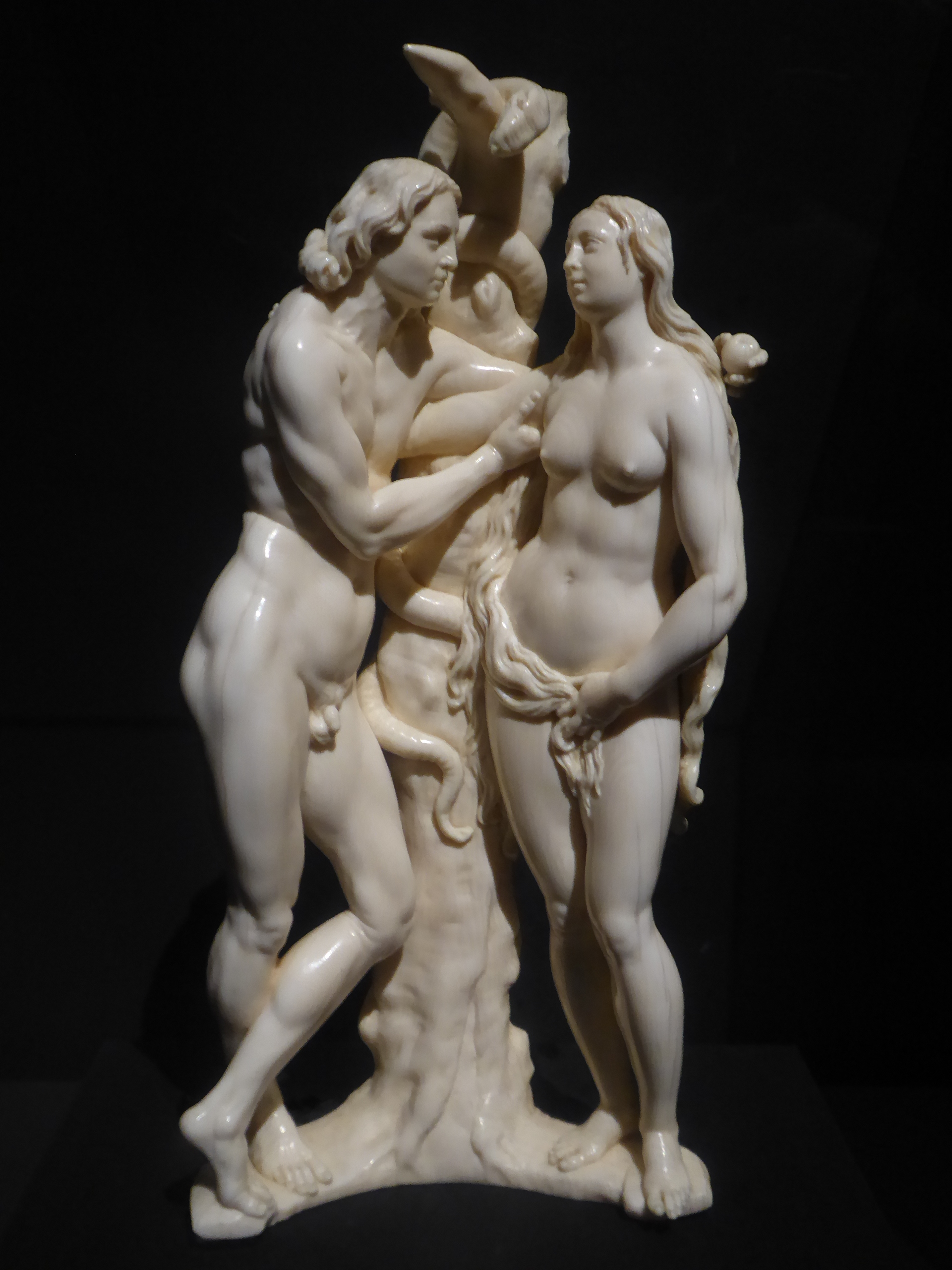
Adam en Eva van Georg Petel
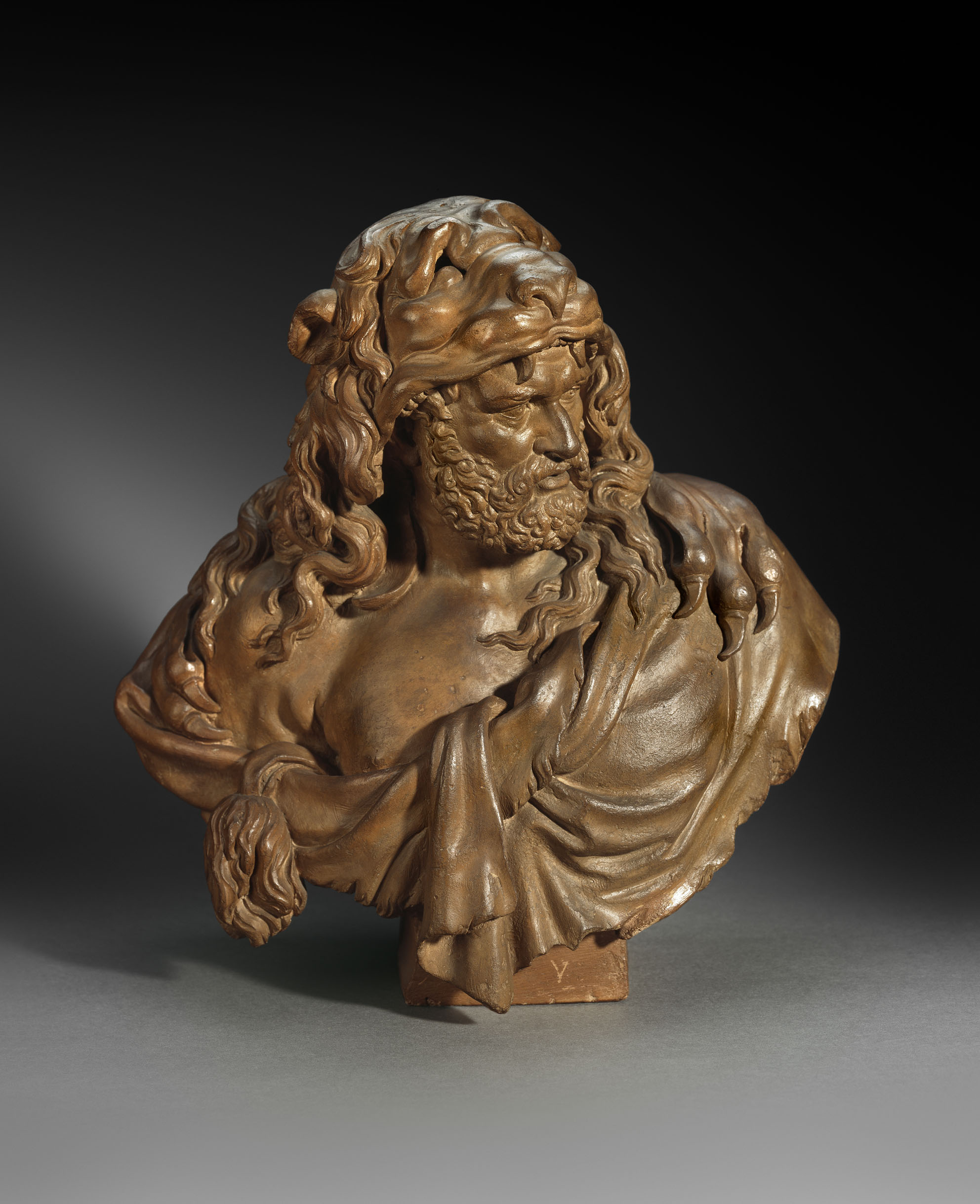
Buste van Hercules van Lucas Faydherbe
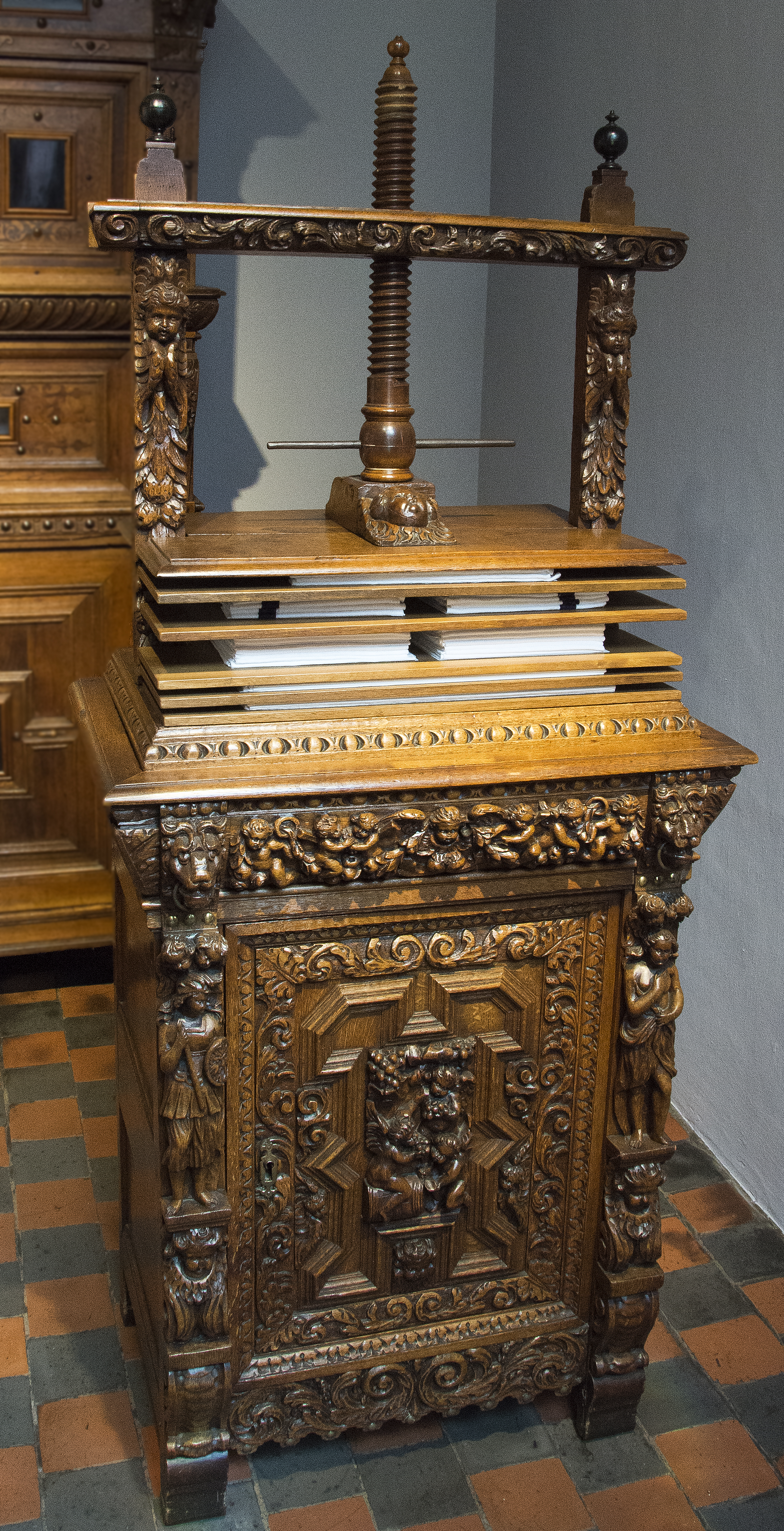
Een linnenpers
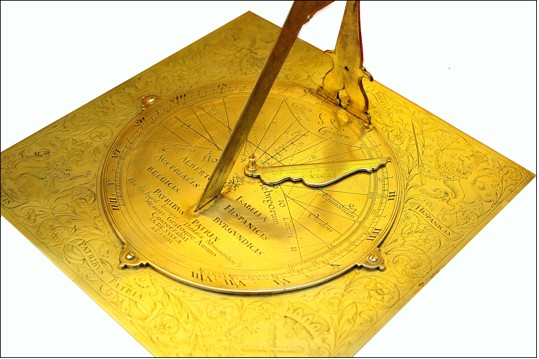
Zonnewijzer uit 1601